# Nathalie Altmann
Nathalie Altmann (* 7. Februar 1984 in Baden-Baden) ist eine ehemalige deutsche Fußballspielerin.

## Karriere
Nach Stationen beim FV Iffezheim und dem VfB Unzhurst wechselte sie zur Saison 2003/04 zum Bundesligisten 1. FFC Frankfurt. In Frankfurt kam sie jedoch zu keinem Bundesligaeinsatz und schloss sich bereits nach einer Saison dem Ligakonkurrenten SC 07 Bad Neuenahr an, wo sie jedoch ausschließlich in der zweiten Mannschaft spielte. In der Saison 2006/07 kam sie zu 17 Zweitligaeinsätzen für Bad Neuenahr II, der Aufsteiger musste jedoch nach einem Jahr bereits wieder den Gang in die Drittklassigkeit antreten und Altmann wechselte zum damaligen Regionalligisten Karlsruher SC. 2008 kehrte sie nach Bad Neuenahr zurück und gab ihr Bundesligadebüt am 7. März 2010 im Spiel gegen den SC Freiburg. Nach der Saison 2011/12 beendete Altmann ihre Karriere als Leistungssportlerin.